# O Bonde é Seu ao Vivo
O Bonde É Seu - Ao Vivo é o álbum ao vivo de estreia do MC e compositor MC Gui pela gravadora Universal Music, lançado em 26 de agosto de 2014.Gravado ao vivo no Citibank Hall, em São Paulo, no dia 13 de abril de 2014, o álbum teve várias participações especiais, como Buchecha, MC Pocahontas, MC Nego Blue, MC Kapela, entre outros. Os maiores sucessos deste álbum foram "O Bonde Passou", "Beija ou Não Beija", "Ela Quer" e a nova "Sonhar".

## Faixas
| CD  |                                         |                                                                      |         |  |
| N.º | Título                                  | Compositor(es)                                                       | Duração |  |
| 1.  | "O Bonde Passou"                        | MC Gui                                                               | 3:11    |  |
| 2.  | "Beija ou Não Beija"                    | MC Gui                                                               | 3:01    |  |
| 3.  | "Bum Bom"                               | MC Teteu / Pedrodash / Rafael Sanchez                                | 2:40    |  |
| 4.  | "Beijo de Algodão Doce"                 | Pedrinho Black / Fernando Fefê                                       | 2:56    |  |
| 5.  | "Sonhar"                                | MC Gui / Lucas Nage                                                  | 3:04    |  |
| 6.  | "Eu Vou Que Vou"                        | MC Gui                                                               | 1:18    |  |
| 7.  | "Se Joga No Fervo" (part. MC Nego Blue) | MC Nego Blue                                                         | 2:35    |  |
| 8.  | "Segue o Fluxo" (part. MC Kapela)       | Dalton Max / Wallace Vianna                                          | 2:33    |  |
| 9.  | "O Bonde Para"                          | Jefferson Júnior, Umberto Tavares                                    | 2:27    |  |
| 10. | "Rainha do Baile" (part. MC Pocahontas) | Rodrigo Batata / Marcelinho Ferraz / Domingos Mantelli / Leo Richter | 2:36    |  |
| 11. | "Quero Te Encontrar" (part. Buchecha)   | Buchecha                                                             | 2:52    |  |
| 12. | "Príncipe da Ostentação"                | MC Gui                                                               | 2:41    |  |
| 13. | "Doidinha" (part. Alexandre & Adriano)  | Marcos Godoy / MC Gui                                                | 2:56    |  |
| 14. | "Vem Pra Cá"                            | MC Gui                                                               | 2:39    |  |

| DVD |                                         |                |         |  |
| N.º | Título                                  | Compositor(es) | Duração |  |
| 1.  | "Intro"                                 |                |         |  |
| 2.  | "O Bonde Passou"                        |                |         |  |
| 3.  | "Bum Bom"                               |                |         |  |
| 4.  | "Segue o Fluxo" (part. MC Kapela)       |                |         |  |
| 5.  | "Eu Vou Que Vou"                        |                |         |  |
| 6.  | "Ela Quer" (part. MC Nego Blue)         |                |         |  |
| 7.  | "Se Joga No Fervo" (part. MC Nego Blue) |                |         |  |
| 8.  | "Sonhar"                                |                |         |  |
| 9.  | "Quero Te Encontrar" (part. Buchecha)   |                |         |  |
| 10. | "O Bonde Para"                          |                |         |  |
| 11. | "Rainha do Baile" (part. MC Pocahontas) |                |         |  |
| 12. | "Vem Pra Cá"                            |                |         |  |
| 13. | "Doidinha" (part. Alexandre & Adriano)  |                |         |  |
| 14. | "Beija ou Não Beija"                    |                |         |  |
| 15. | "Príncipe da Ostentação"                |                |         |  |
| 16. | "Beijo de Algodão Doce"                 |                |         |  |

| iTunes |                                |                |         |  |
| N.º    | Título                         | Compositor(es) | Duração |  |
| 15.    | "Ela Quer" (Faixa bônus)       |                | 3:40    |  |
| 16.    | "Sonhar" (Karaokê)             |                | 3:05    |  |
| 17.    | "O Bonde Passou" (Karaokê)     |                | 2:51    |  |
| 18.    | "Beija ou Não Beija" (Karaokê) |                | 3:02    |  |